# Pales carbonata
Pales carbonata là một loài ruồi trong họ Tachinidae.